# Drei Mädchen im Endspiel
Drei Mädchen im Endspiel ist ein DDR-Kinofilm von 1956 über die Erlebnisse von Spielern einer Betriebssport-Fußballmannschaft (BSG) auf dem Fußballplatz und im Privatleben.

## Handlung
Bei der Fußballmannschaft der „BSG Hartenfels“ bleiben die sportlichen Erfolge seit längerem aus. Die deswegen unbedingt nötigen Veränderungen scheitern hauptsächlich am Stürmer-Star Werner Wieland. Dieser kann sich nur schwer dem Kollektiv unterordnen und lehnt auch neue, nach wissenschaftlichen Erkenntnissen entwickelte Trainingsmethoden ab.
Mit List und weiblichem Charme versucht Ruth, stellvertretende Vorsitzende der BSG mit ihren beiden Freundinnen Lilo und Uschi einen Bewusstseinswandel bei den Fußballern zu erreichen. Deren Bemühungen führen tatsächlich zum Erfolg: Es gibt einen Sieg auf dem Sportplatz und zwei glückliche Paare.

## Veröffentlichung
Die Uraufführung war am 20. April 1956 im Berliner Kino Babylon. Die Fernseh-Erstausstrahlung erfolgte im Programm des DFF am 25. Mai 1956.

## Hintergrund
Als Berater für den Film fungierte der damalige Oberligaspieler von Rotation Babelsberg und Meister des Sports, Hans Schöne.
Die Rolle des Heinz Hintze verkörperte Willi Marquardt, der zu dem Zeitpunkt Torwart von Rotation Babelsberg war. Der Fußballspieler Klaus Selignow von Rotation Babelsberg hatte in dem Film ebenfalls einen Auftritt als Schauspieler. Nach seiner sportliche Karriere wurde der gelernte Bäcker bei den Babelsberger Filmstudios zum Requisiteur ausgebildet. Diesen Beruf übte er bis 1992 aus.
Der damals bekannte und vielbeschäftigte Operettensänger Klaus Groß hat einen Auftritt als Schlagersänger.

## Kritiken
„Dürftige Unterhaltung.“

H.K. schrieb im Neuen Deutschland, dass dieser Lustspielfilm schon an seiner Wurzel, am Drehbuch krank sei. Der Film ist zwar voller Gags, doch davon kann ein Film heute nicht mehr leben.